# Santa Catarina Loxicha
Santa Catarina Loxicha es una localidad del estado mexicano de Oaxaca. Es cabecera del municipio de Santa Catarina Loxicha.

## Demografía
| Censo | Población |
| ----- | --------- |
| 1900  | 919       |
| 1910  | 1 090     |
| 1921  | 1 260     |
| 1930  | 1 357     |
| 1940  | 1 606     |
| 1950  | 1 782     |
| 1960  | 2 348     |
| 1970  | 2 583     |
| 1980  | 2 383     |
| 1990  | 2 046     |
| 1995  | 2 501     |
| 2000  | 2 527     |
| 2005  | 2 970     |
| 2010  | 3 081     |
| 2020  | 2 983     |